# Ступак Віктор Григорович
Віктор Григорович Ступак (нар. 17 січня 1943, Кременчук, Україна) — радянський футболіст, нападник. На клубному рівні виступав за «Авангард» (Крюків), «Дніпро» (Кременчук) та «Зірку» (Кіровоград).

## Клубна кар'єра

### «Авангард» (Крюків)
По ходу сезону 1962 року приєднався до «Авангард» (Крюків). Носив футболку з 9-м ігровим номером. 17 липня 1963 року зіграв у товариському матчі проти «Дніпро» (Кременчук).

### «Дніпро» (Кременчук)
Після цього перейшов до іншого кременчуцького клубу, «Дніпра». На 11 серпня 1963 рік припав перший відомий матч, в якому Віктор вийшов на поле. У своєму першому сезоні в новій команді зіграв щонайменше 7 матчів та відзначився 3-ма голами. Наступного сезону став найкращим бомбардиром команди, а також зіграв у 31-му матчі, у тому числі й у кубку. У 1965 році зіграв 35 матчів та відзначився 8-ма голами. Під час свого останнього сезону в «Дніпрі» зіграв 34 матчі та відзначився 15-ма голами. Навесні 1967 року залишив кременчуцький клуб.

### «Зірка» (Кіровоград)
У 1968 році стало відомо, що колишній тренер «Дніпра» та нинішній тренер «Зірки» Геннадій Рудинський переманив двох найкращих гравців «Дніпра»: Віктора Ступака та Юрія Гольдіна.
Ставав найкращим бомбардиром «Зірки» у сезоні 1969 року з 12-ма голами, у 1970 році — з 9-ма голами та в 1972 році — з 12-ма голами. Віктор був першим гравцем «Зірки», який підняв над собою Кубок Української РСР з футболу.

## Кар'єра тренера
По завершенні кар'єри гравця працював тренером у ДЮСШ № 2 міста Кропивницький. Серед його вихованців — Ігор Резніченко.

## Досягнення
- Кубок УРСР
  -  Володар (1): 1973[10]